# Iglesia de los Padres Jesuitas (Puerto Montt)
La Iglesia de los Padres Jesuitas, oficialmente llamada Iglesia San José, es una iglesia católica de la ciudad de Puerto Montt, Región de Los Lagos de Chile, construida en 1872 y perteneciente a la Compañía de Jesús.

## Historia
En marzo de 1859 llegan a Puerto Montt los sacerdotes jesuitas Teodoro Schwerter, Bernardo Engbert y José Schörber, quienes tienen por misión entregar servicios religiosos a la creciente población alemana de religión católica del entonces Territorio de colonización de Llanquihue. Ese mismo año fundan la Escuela San José, precursora del actual Colegio San Francisco Javier, y comienzan a prestar apoyo religioso a la comunidad católica de la zona.
El 25 de diciembre de 1871 se comienza con la construcción de la iglesia, que es finalmente inaugurada en la Navidad de 1872. Esta es la principal edificación religiosa de los jesuitas en la ciudad, y la primera de sus edificaciones en la calle Guillermo Gallardo, donde posteriormente concentrarían sus actividades. El arquitecto de este proyecto fue el jesuita Francisco Einrich, quien se apoyó en los carpinteros Juan Struck, José Patten y Matías Doggenweiler.
Producto del Terremoto de 1960, la iglesia sufrió importantes daños en su interior y fachada, lo que posteriormente dio inicio a un proceso de restauración dirigida por la Escuela de Arquitectura de la Pontificia Universidad Católica de Valparaíso. En este proceso se alteró gran parte de la fachada, conservándose la bóveda y los pilares originales del siglo XIX, 
En 1991 se realiza una nueva restauración, por iniciativa del entonces rector Rigoberto Ramos, dándole al edificio el aspecto que conserva hasta el día de hoy.
Al año 2019 se hacen misas los días domingo en dos horarios: 11:00 y 19:30 h.
Desde el año 2022 se realizan misas de forma presencial a las 12hrs y de forma virtual vía streaming a través de su canal de Youtube @iglesiajesuitapuertomontt9367  https://www.youtube.com/@iglesiajesuitapuertomontt9367

## Características
La iglesia está construida en madera, y cuenta con una planta basilical simple de tres naves en 913 m² de construcción. El estilo de su interior es corintio, y sus altares están dedicados a la Santísima Virgen, al Sagrado Corazón y a San Ignacio. Desde 1909 cuenta con un órgano de tubos.
Es considerada un inmueble de conservación histórica por el plan regulador de la Municipalidad de Puerto Montt, y su propiedad actual es de la Fundación Alonso Ovalle.

## Galería

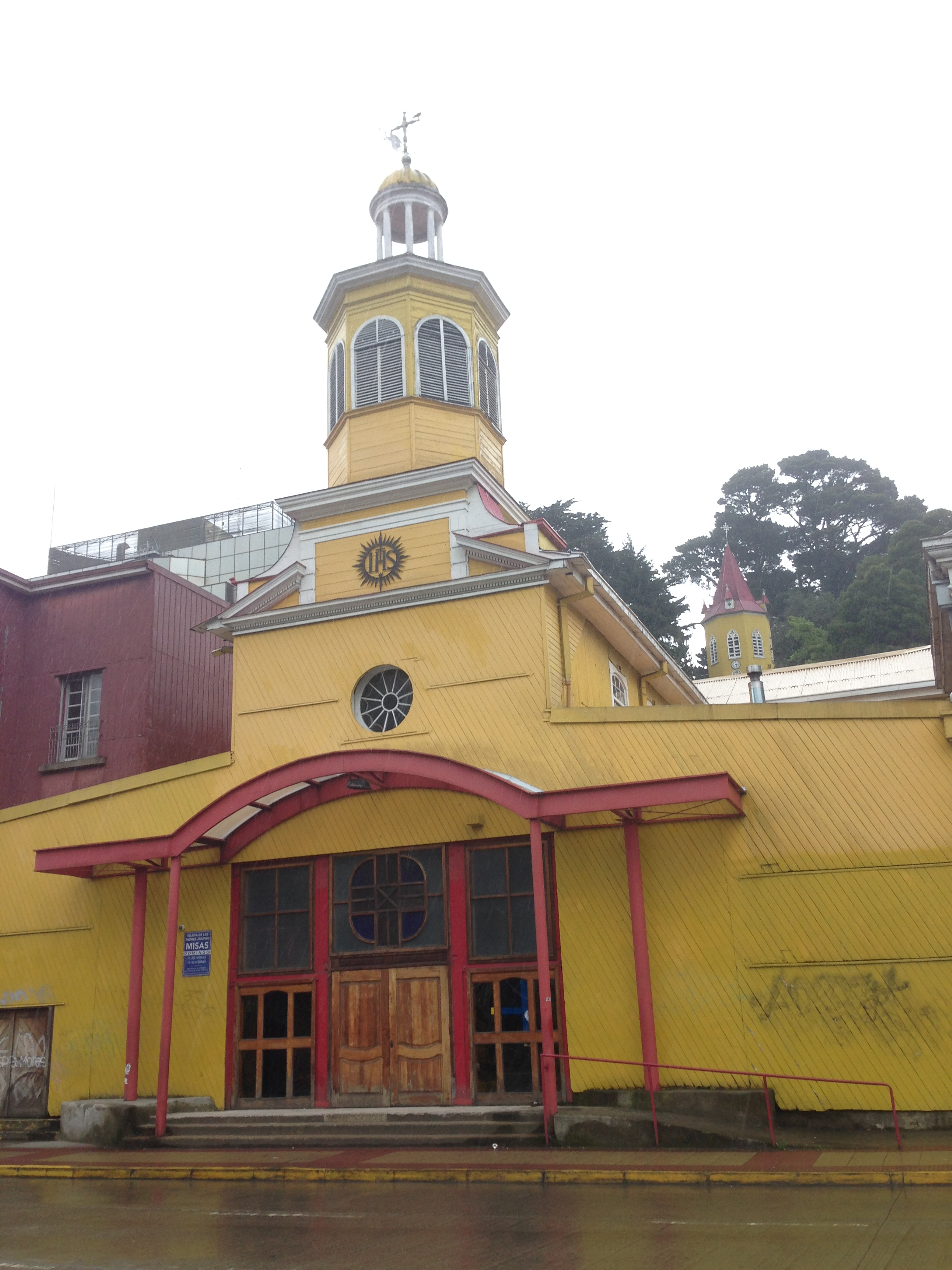
Fachada al año 2018.
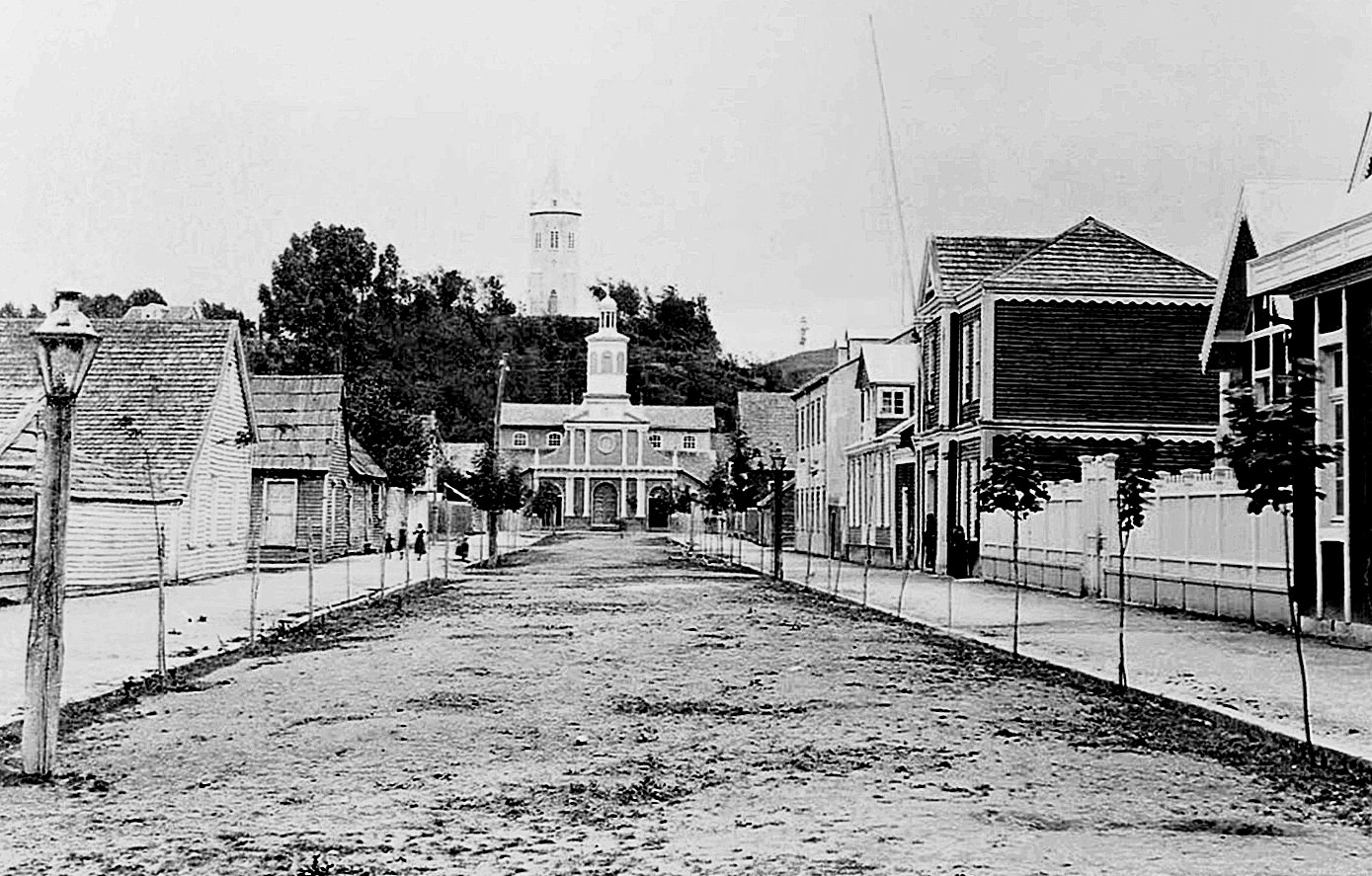
La Iglesia Jesuita de Puerto Montt, al fondo de la calle Rengifo, en una foto del siglo XIX
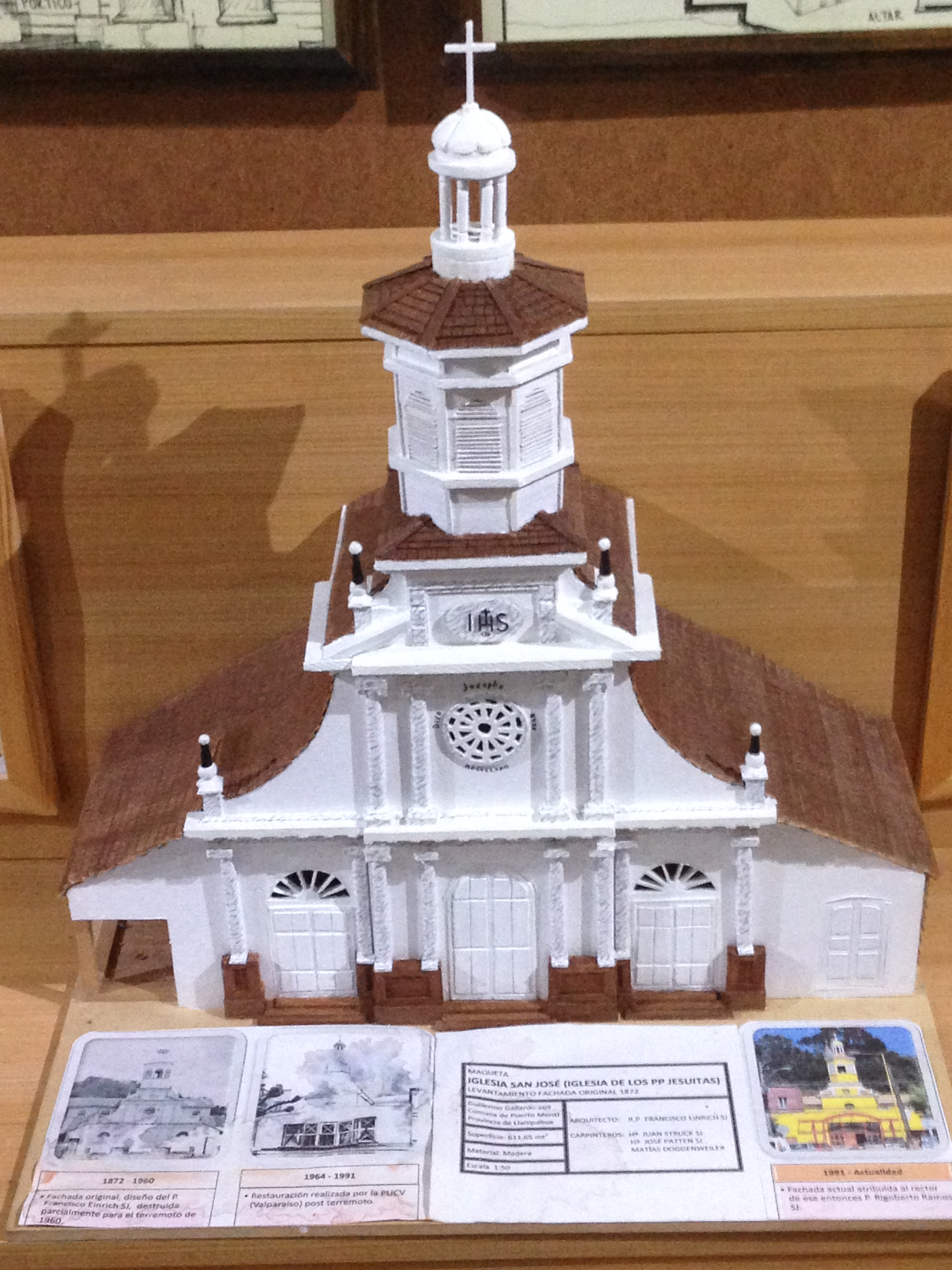
Maqueta de fachada original.
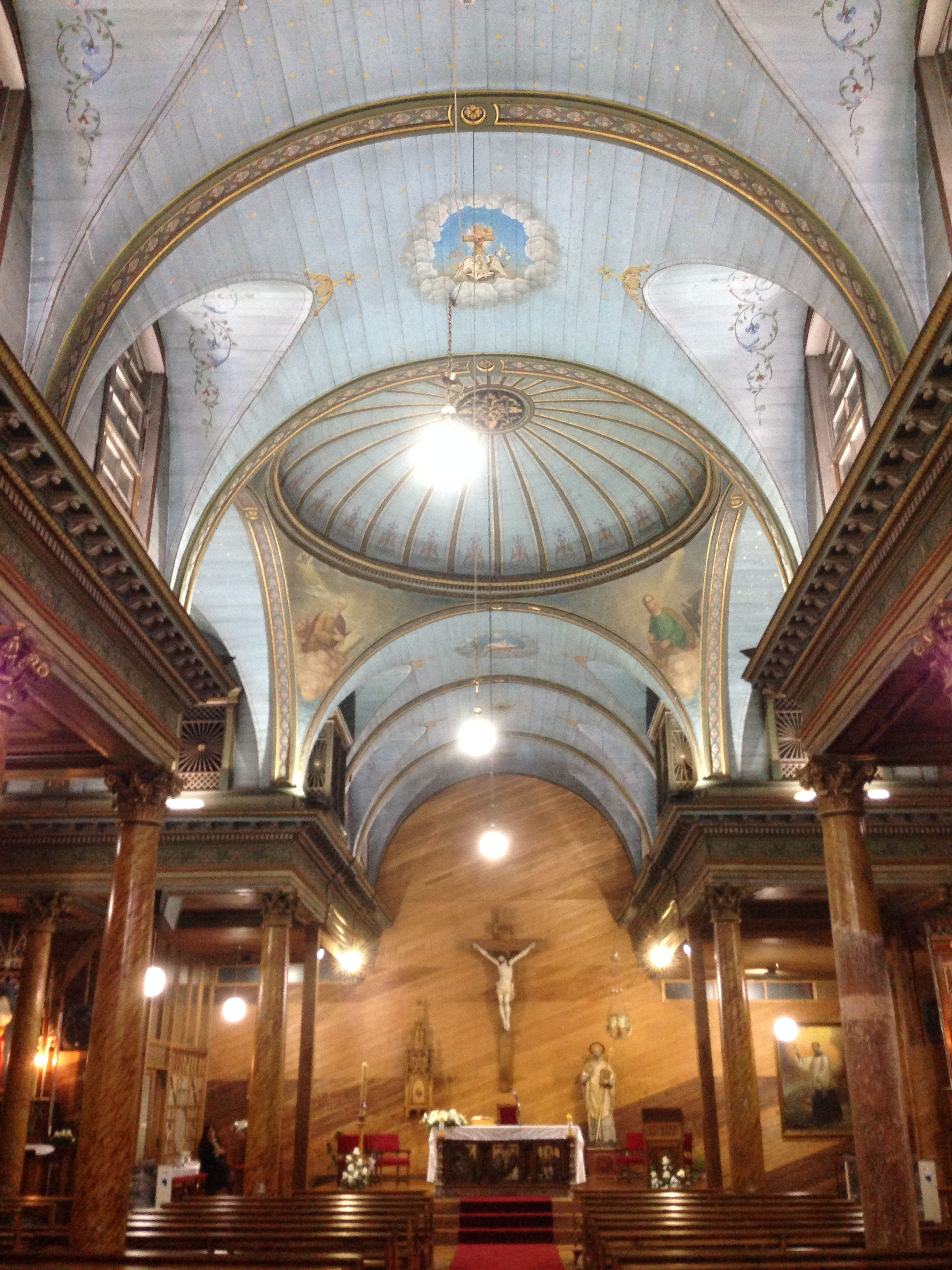
Interior de la Iglesia a mayo de 2019.